# Defensa d'Aulus Cluenci
Defensa d'Aulus Cluenci (en llatí: Pro Aulo Cluentio) és un discurs judicial de defensa de l'escriptor, polític i orador romà Marc Tul·li Ciceró.

## Context
Aulus Cluenci Habit el jove va néixer a Larínum al voltant de l'any 103 aC. L'any 74 aC Cluenci va acusar al seu padrastre, Estaci Abi Opiànic, d'intent d'enverinament. Finalment va acabar condemnat i anys més endavant va morir. Més tard, l'any 66 aC, el fill d'Opiànic va denunciar Aule Cluenci per haver enverinat el seu pare i alhora d'haver subornat als jutges que van condemnar el seu pare. Tant Aule Cluenci com altres personatges implicats van ser sancionats pels censors a Iudicium Iunianum o Albianum Iudicium (judici corrupte). En aquest judici també es va aplicar l'article sisè de la lex Cornelia de sicariis et veneficiis, la qual diu que el fals testimoniatge si feia condemnar a un home a pena capital era sinònim d'assassinat. De l'acusació es va encarregar Tit Acci de Pisaurum i la defensa va anar a càrrec de Ciceró, que aquell any va ser pretor. Per falta de proves, la sentència finalment es va desestimar.

## Estructura del discurs
Ciceró va distribuir el discurs en quatre apartats: l'exordi (Exordium), una primera part del discurs després una segona i per acabar, la peroració.

### Exordium
Tant la defensa com l'acusació es divideix en dues parts: la primera és protagonitzada per l'hostilitzat produïda per les atribucions de corrupció contra Cluenci en l'altra, Ciceró defensa l'acusació d'enverinar Opiànic (I-III). Així ho esmenta en aquestes línies:
«Sed cum considero quo modo mihi in utraque re sit elaborandum, altera pars et ea quae propria est iudici uestri et legitimae uenefici quaestionis per mihi breuis et non magnae in dicendo contentionis fore uidetur, altera autem quae procul ab iudico remota est, quae contionibus seditione concitatis accommodatior est quam tranquillis moderatisque iudiciis, perspicio quantum in agendo difficultatis et quantum laboris sit habitura.»
'Però quan considero com he de construir el discurs en cadascun dels dos temes, aquell que és propi de la vostra jurisdicció, d'un tribunal que, segons la llei, ha de sentenciar sobre emmetzinament, em sembla que pot ésser tractat molt breument i amb no gaire esforç; però l'altre, que queda lluny de la competència del tribunal i que és més adequat a l'excitació d'una multitud revoltada que a la tranquil·la i moderada consideració d'un judici, veig clarament quines dificultats i quins treballs m’ocasionarà en la meva actuació'.

### Primera part
- Els crims d'Opiànic (IV-XVII, 48)
- Sentències precedents contra Fabrici i Escamandre (XVII, 49-XXI)
- Opiànic va subornar els jutges (XXII-XXXII,87)
- Discussió sobre la culpabilitat de Cluenci (XXXII, 88-LI)
- Cluenci podia haver-se protegit amb l'excepció de la llei (LII-LVII, 159)
- Refutació d'altres acusacions fetes a Cluenci (LVIII, 160-LIX)

### Segona Part
- Negació de les acusacions fetes a Cluenci, amb motiu de la mort de Gai Vibi, d'una intenció d'enverinament d'Opiànic el jove i de la mort del seu pare (LX-LXII)
- Tota aquesta imputació ha estat una conspiració de Sàssia (LXIII-LXVIII)

### Peroratio
El poble de Larínum ha vingut per testimoniar a favor de Cluenci. Diferència d'aquesta actitud respecte a la de la seva mare. Última súplica als jutges (LXIX-LXXI). Ciceró ho menciona d'aquesta manera:
Ex lacrimis horum, iudices, existimare potestis omnis haec decuriones decreuisse lacrimantis. Ageu ero uicinorum quantum studium, quam incredibiliis beniuolentia, quanta cura est!
'Per llurs llàgrimes, jutges, podeu pensar que tots els decurions ploraven quan escrivien aquest decret. I també els pobles veïns, quins gran zel, quina increïble estimació, quin gran afany!'.